# Sławoszynko
Sławoszynko (kaszb. Sławòszinkò lub Môłé Sławòszëno, niem. Klein Slawoschin) – część wsi kaszubskiej Karwieńskie Błoto Pierwsze w Polsce, położona w województwie pomorskim, w powiecie puckim, w gminie Krokowa, przy drodze wojewódzkiej nr. 215. Sławoszynko wchodzi w skład sołectwa Karwieńskie Błoto Pierwsze.
W latach 1975–1998 Sławoszynko administracyjnie należało do województwa gdańskiego.
W Sławoszynku znajduje się dawny folwark szlachecki i replika zabytkowego holenderskiego dworu pochodząca z XVII wieku